# Tarquimpol
Tarquimpol là một xã trong vùng Grand Est, thuộc tỉnh Moselle, quận Château-Salins, tổng Dieuze. Tọa độ địa lý của xã là 48° 47' vĩ độ bắc, 06° 45' kinh độ đông. Tarquimpol nằm trên độ cao trung bình là 220 mét trên mực nước biển, có điểm thấp nhất là 210 mét và điểm cao nhất là 243 mét. Xã có diện tích 4,09 km², dân số vào thời điểm 2005 là 66 người; mật độ dân số là 16,5 người/km².

## Thông tin nhân khẩu
| 1962 | 1968 | 1975 | 1982 | 1990 | 1999 |
| ---- | ---- | ---- | ---- | ---- | ---- |
| 72   | 75   | 76   | 78   | 76   | 69   |